# Nora Arnezeder

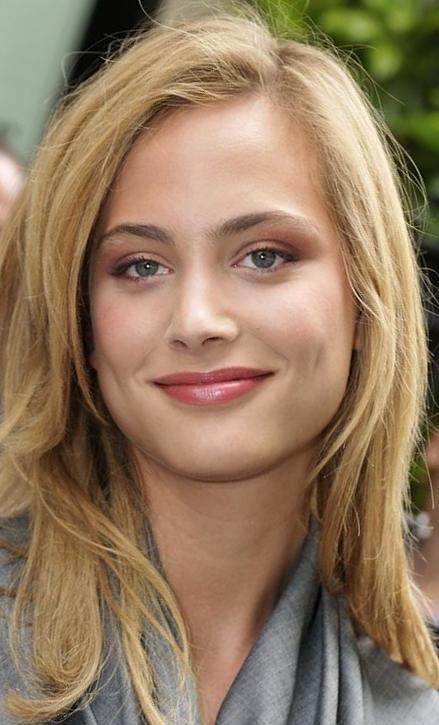
Nora Arnezeder (2009)

Nora Arnezeder (ur. 8 maja 1989 w Paryżu) – francuska aktorka, wystąpiła m.in. w filmach: Armia umarłych, Między wierszami, Maniac oraz  Safe House.

## Filmografia

### Filmy
| Rok  | Tytuł                                              | Rola               | Uwagi       |
| ---- | -------------------------------------------------- | ------------------ | ----------- |
| 2007 | Les deux mondes                                    | Lyri               |             |
| 2008 | Paryż 36                                           | Douce              |             |
| 2011 | Louis la Chance                                    | Katia (głos)       |             |
| 2011 | La croisière                                       | Chloé              |             |
| 2012 | Co dzień zawdzięcza nocy                           | Émilie             |             |
| 2012 | Między wierszami                                   | Celia              |             |
| 2012 | Maniac                                             | Anna               |             |
| 2012 | Safe House                                         | Ana Moreau         |             |
| 2013 | Markiza Angelika                                   | Angelika           |             |
| 2014 | Fiston                                             | Sandra             |             |
| 2014 | Inside Me                                          | Madeleine          | krótkometr. |
| 2018 | In the Cloud                                       | Z                  |             |
| 2019 | Berserk                                            | Jazz               |             |
| 2020 | Bratnie dusze                                      | Honey Bee          |             |
| 2021 | Nowa Ziemia                                        | Blake              |             |
| 2021 | Eksplozje                                          | Sonia              |             |
| 2021 | Armia umarłych                                     | Lilly „The Coyote” |             |
| 2021 | Tes Yeux Mourants/That Cold Dead Look in Your Eyes | Marie              |             |
| 2022 | Le Musk                                            | Juliet             |             |
| 2022 | L'enfant du paradis                                | Garance            |             |
| 2024 | American Star                                      | Gloria             |             |

### Telewizja
| Rok           | Tytuł                | Rola             | Uwagi              |
| ------------- | -------------------- | ---------------- | ------------------ |
| 2007          | Matura 70+           | Elsa             | film TV            |
| 2011          | Xanadu               | Varvara Valadine | 8 odc.             |
| 2014-15, 2018 | Mozart in the Jungle | Anna Maria       | 6 odc.             |
| 2015-16       | Zoo                  | Chloe Tousignant | 18 odc.            |
| 2017          | Riviera              | Nadia            | rola drugopl.      |
| 2018          | Origin               | Evelyn Rey       | w gł. obsadzie     |
| 2022          | The Offer            | Francoise Glazer | miniserial, 4 odc. |
| 2022          | Leopard Skin         | Sierra Loba      | w gł. obsadzie     |